# Livorno Ferraris
Livorno Ferraris, precedentemente Livorno Piemonte (Livorn in piemontese), è un comune italiano di 4 270 abitanti della provincia di Vercelli in Piemonte.
Ha dato i natali allo scienziato Galileo Ferraris, da cui ha preso il nome ed al fratello Adamo, medico di Garibaldi.

## Geografia fisica
Livorno Ferraris sorge nelle campagne vercellesi e si sviluppa su una vasta area che lo rende uno dei paesi con il territorio più vasto della sua zona.
Nel territorio comunale scorrono numerosi corsi d'acqua, i più importanti dei quali sono sicuramente il canale Depretis, il canale Cavour ed il Naviglio di Ivrea.

## Origini del nome
Si ipotizza che il toponimo derivi dall'etnonimo Libui, il popolo ligure proveniente dalla Francia meridionale che si stanziò nel Vercellese attorno al IV secolo a.C..

## Storia
Nel 1384 la città ospitò il conclave per l'elezione dell'antipapa Benedetto XIII ed ha nelle vicinanze una ex residenza di caccia dei Savoia (il Palazzo Chiablese di Castell'Apertole) del XVIII secolo.
Fino al 1924 era denominata "Livorno Piemonte".
Tra il 1936 e il 1938 il comune di Livorno Ferraris divenne un importante centro di transito per ebrei che dalla Germania intendevano emigrare in Palestina. L'organizzazione sionistica "Hechaluz", in collaborazione con la comunità israelitica di Vercelli, provvedeva che gli aspiranti emigranti potessero apprendere in una fattoria della zona quelle tecniche agricole loro necessarie per il lavoro che li attendeva nella nuova terra, finché a fine agosto 1938, alla vigilia della promulgazione delle leggi razziali fasciste, la "Fattoria Hechaluz" fu oggetto di pesanti attacchi sulla stampa che segnarono la fine dell'esperienza.
Nel 1941 dopo lo scoppio della guerra, Livorno Ferraris fu uno dei tanti comuni italiani ad essere designati come località di internamento libero per profughi ebrei stranieri. Vi giunse dalla Croazia una famiglia, i Weisz (padre, madre, una figlia e un figlio). Si integrarono senza problemi, ma con l'occupazione tedesca e la Repubblica Sociale Italiana cominciarono le deportazioni. Di ritorno da un fallito tentativo di espatrio in Svizzera, i Weisz furono arrestati il 12 dicembre 1943 dai carabinieri e condotti a fine gennaio 1944 ad Auschwitz. Solo il figlio sfuggì alla cattura e alla morte.
Nella notte tra il 29 ed il 30 marzo 1945 un reparto fascista fucilò contro il muro del municipio quattro partigiani. 

### Simboli
Il gonfalone è un drappo di azzurro.

## Monumenti e luoghi di interesse
- Chiesa parrocchiale di San Lorenzo Martire, costruita nel XVIII secolo.
- Chiesa di Santa Maria di Isana: sorta su una "mansio" di origine templare, di cui si ha notizie dall'anno 1208.[12]
- Tenuta Colombara

## Società

### Evoluzione demografica
Abitanti censiti

Secondo i dati ISTAT al 31 dicembre 2017 la popolazione straniera residente era di 462 unità, pari al 10,6 % della popolazione residente, di cui 114 provenienti dalla Croazia.

## Cultura

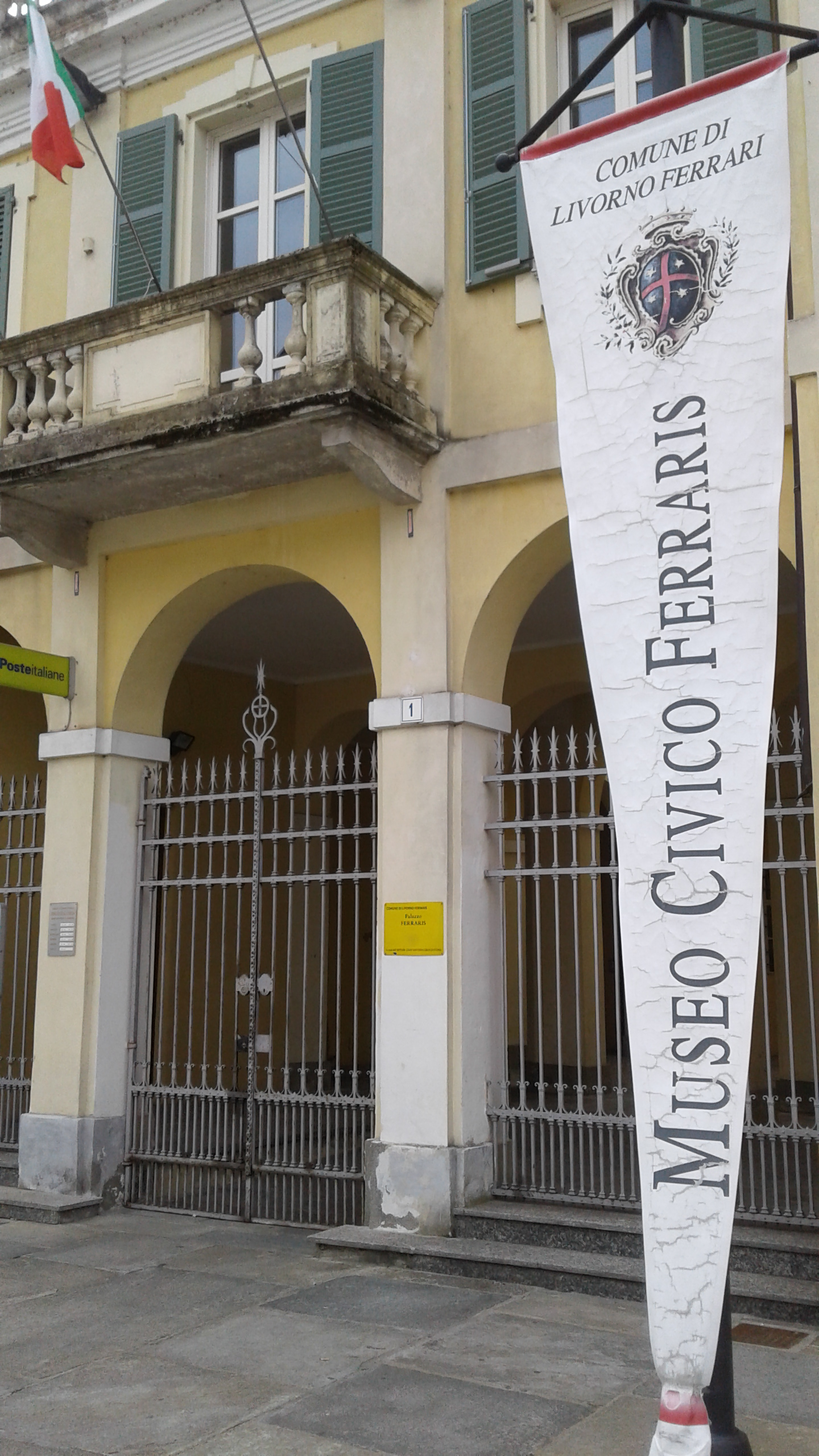
Museo Sacrario Galileo Ferraris

Per valorizzare e testimoniare l'importanza della coltivazione risicola, importante attività economica della zona, la famiglia Rondolino, titolare della Tenuta Torrone della Colombara, ha concesso l'uso di alcuni locali della cascina per ricreare gli ambienti della risicoltura. Tutto quanto esposto in questi ambienti (camera da letto, cucina, dormitorio, scuola, laboratori del fabbro, maniscalco e margaio) è stato donato, restaurato e catalogato in forma gratuita dai cittadini livornesi. Sempre all'interno della tenuta è possibile visitare la riseria di Riso Acquerello, dove è stata ricostruita la filiera completa del riso.
Nella piazza principale del paese è inoltre presente il Museo Sacrario, dedicato a Galileo Ferraris e rinnovato nel 1997, con l'aggiunta di una lapide commemorativa del 150º anniversario della nascita dello scienziato, realizzata dalla scultrice vercellese Caria Crosio su lastre stratificate di marmo di Carrara.
Il Comune è entrato a far parte dei "Siti storici Grimaldi di Monaco" per i legami consolidati con la famiglia reale monegasca.
Nel 2018 è stato inaugurato il Museo archeologico del vercellese occidentale (MAVO), che raccoglie i reperti rinvenuti nell'area di un vicus di epoca romana situato a 2 km dal borgo cittadino.

### Eventi
La sagra paesana è dedicata al patrono San Lorenzo: essa richiama con le sue attrattive artistiche e ludiche gli abitanti di tutti i paesi circondariali e non solo. La sagra si svolge sempre nell'ultima settimana di agosto.

## Infrastrutture e trasporti
La cittadina è servita dalla stazione ferroviaria che collega la località con Torino e Milano.

## Amministrazione
Di seguito è presentata una tabella relativa alle amministrazioni che si sono succedute in questo comune.
| Periodo        | Periodo         | Primo cittadino          | Partito                         | Carica              | Note   |
| -------------- | --------------- | ------------------------ | ------------------------------- | ------------------- | ------ |
| 4 giugno 1985  | 24 maggio 1990  | Piero Torazzo            | -                               | Sindaco             | [ 17 ] |
| 24 maggio 1990 | 29 marzo 1993   | Piero Torazzo            | -                               | Sindaco             | [ 17 ] |
| 28 maggio 1993 | 24 aprile 1995  | Giovanni Franco Giuliano | Democrazia Cristiana            | Sindaco             | [ 17 ] |
| 24 aprile 1995 | 14 giugno 1999  | Maria Antonietta Aimone  | centro-sinistra                 | Sindaco             | [ 17 ] |
| 14 giugno 1999 | 14 giugno 2004  | Giovanni Franco Giuliano | lista civica                    | Sindaco             | [ 17 ] |
| 14 giugno 2004 | 8 giugno 2009   | Renzo Masoero            | lista civica                    | Sindaco             | [ 17 ] |
| 8 giugno 2009  | 9 marzo 2010    | Renzo Masoero            | lista civica                    | Sindaco             | [ 17 ] |
| 30 marzo 2010  | 16 maggio 2011  | Elena Daghetta           |                                 | Comm. straordinario | [ 17 ] |
| 24 maggio 2011 | 6 novembre 2012 | Marco Michelone          | lista civica Vivi Livorno       | Sindaco             | [ 17 ] |
| 27 maggio 2013 | 10 giugno 2018  | Stefano Paolo Corgnati   |                                 | Sindaco             | [ 17 ] |
| 10 giugno 2018 | 15 maggio 2023  | Stefano Paolo Corgnati   | lista civica Unione per Livorno | Sindaco             | [ 17 ] |
| 15 maggio 2023 | in carica       | Franco Sandra            | lista civica Unione per Livorno | Sindaco             | [ 17 ] |

## Sport
Livorno, oltre ad essere città natale di Galileo Ferraris e di suo fratello Adamo, lo è anche dei calciatori Giovanni Bigando e Rinaldo Pretti ed è sede della società calcistica "A.S.D Livorno Ferraris Calcio 1926" che nel 2016 ha festeggiato i suoi 90 anni.

## Galleria d'immagini

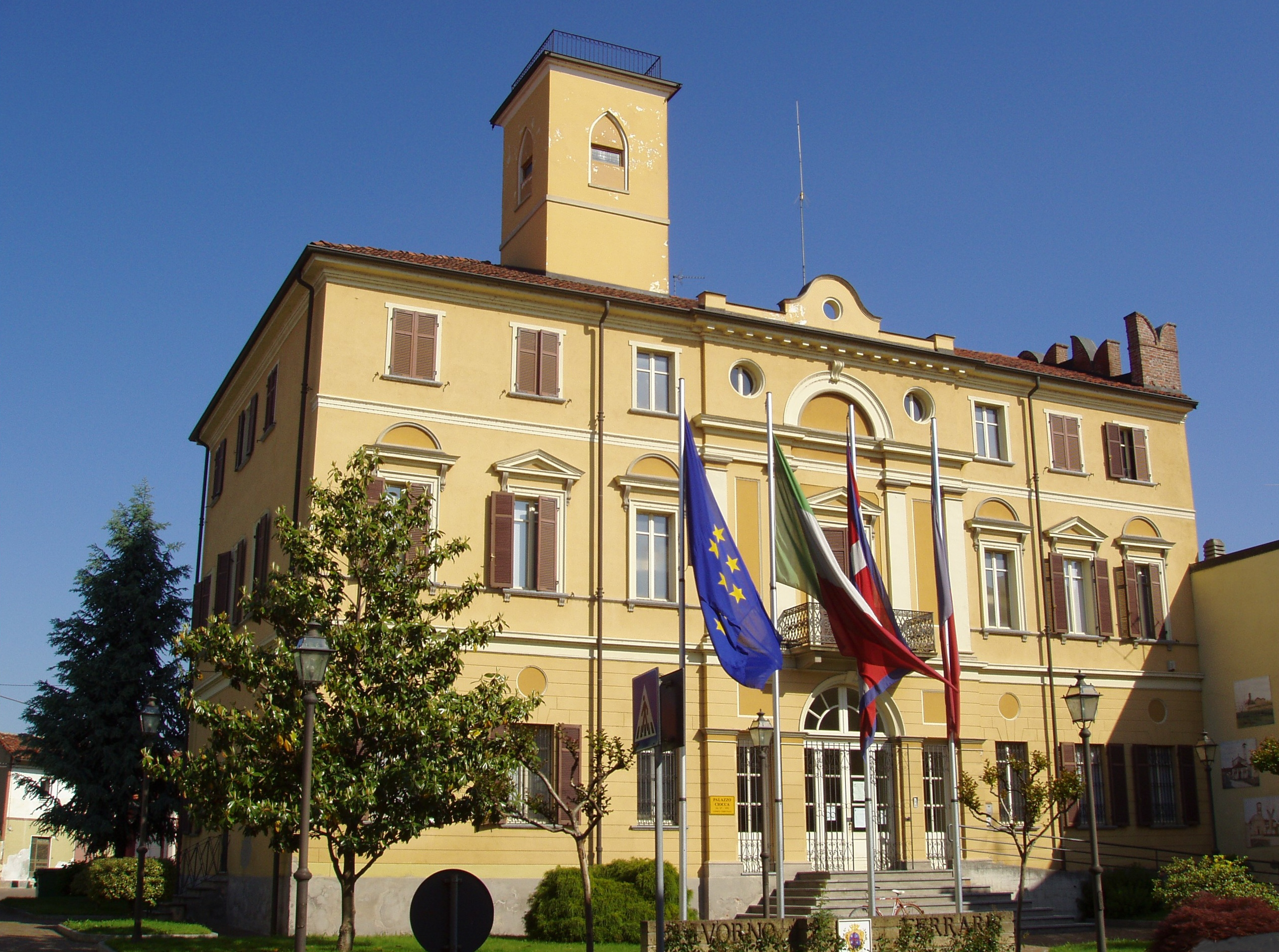
Il Municipio
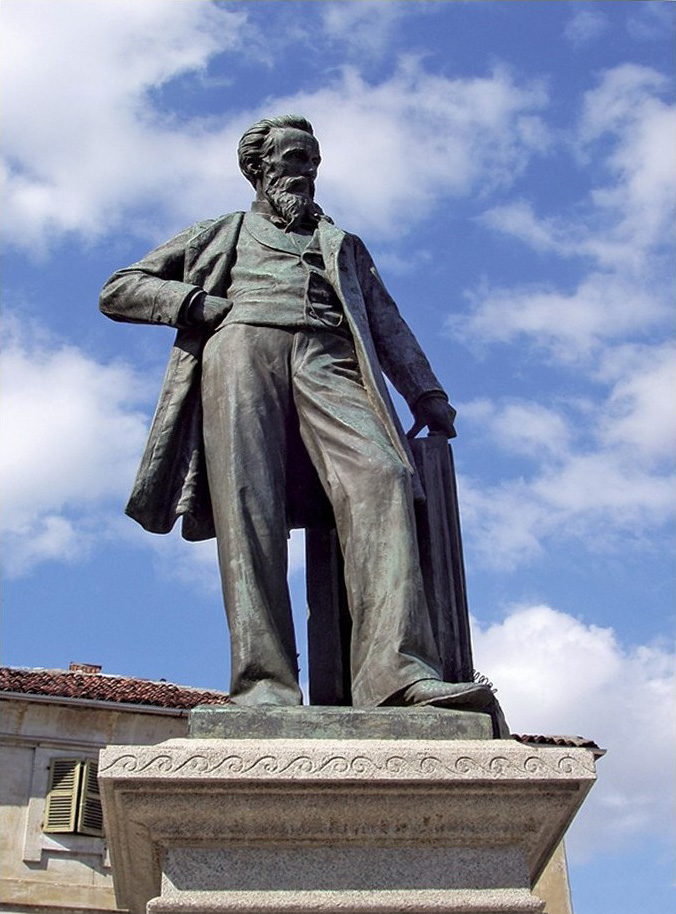
Monumento a Galileo Ferraris
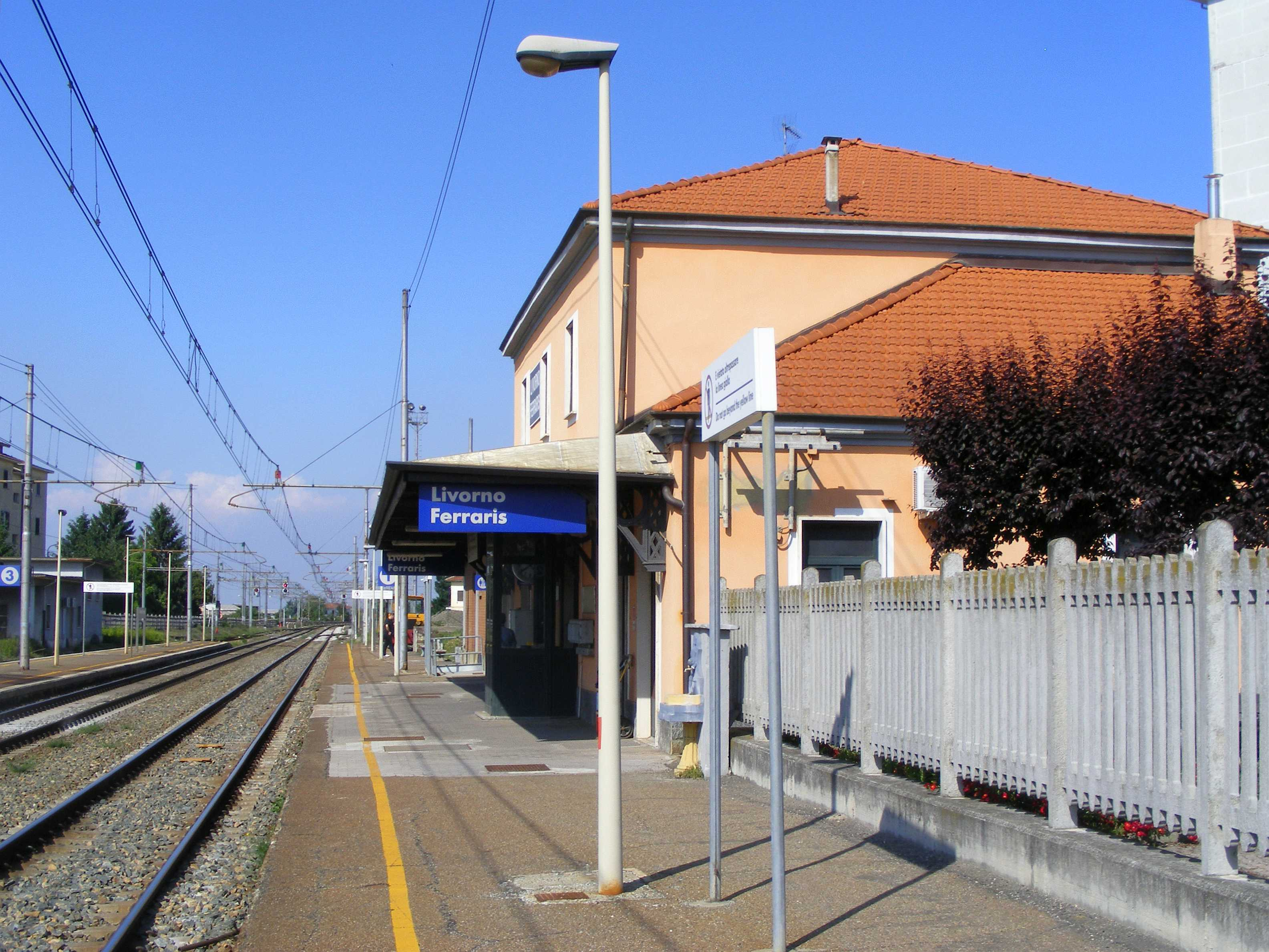
La stazione ferroviaria
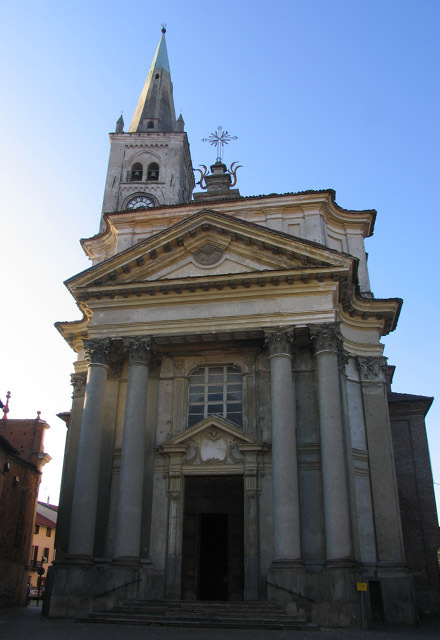
Chiesa Parrocchiale di San Lorenzo
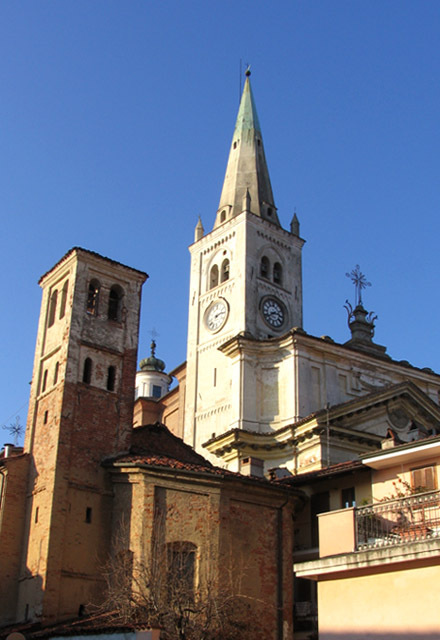
Veduta